# Wassigny
 Wassigny  là một xã ở tỉnh Allier, vùng Hauts-de-France thuộc miền bắc nước Pháp.

## Biến động dân số
| 1962                                         | 1968 | 1975 | 1982 | 1990 | 1999 |
| -------------------------------------------- | ---- | ---- | ---- | ---- | ---- |
| 1026                                         | 1036 | 1011 | 1047 | 1043 | 1026 |
| Số liệu từ năm 1968: Dân số không tính trùng |      |      |      |      |      |